# Neunkirchen (Baden)
Neunkirchen é um município da Alemanha, no distrito de Neckar-Odenwald, na região administrativa de Karlsruhe, estado de Baden-Württemberg.

## História
As aldeias de Neunkirchen e Neckarkatzenbach foram estabelecidas como assentamentos de da diocese de Worms a partir do século 11. Enquanto Neckarkatzenbach foi mencionada pela primeira vez em um documento já em 1080, Neunkirchen só pode ser historicamente apreendida com a menção de sua igreja em 1298. No século 13, ambas as aldeias e os castelos vizinhos pertenciam à propriedade imperial em torno de Wimpfen.
Após o fim do domínio imperial Hohenstaufen, os castelos e cidades ficaram sob o controle dos servos locais, até que finalmente chegaram à posse do Palatinado Eleitoral por compra em 1349. O senhorio de Neckarkatzenbach ficava apenas com os respectivos senhores do castelo de Minneburg, em Neunkirchen os senhores do castelo de Schwarzach e do Zwingenburg também tinham propriedade. A parte dos Minneburgs e dos Zwingenbergs era propriedade alodial, a parte Schwarzach estava sob o senhorio do bispado de Worms. Com as múltiplas mudanças de propriedade dos castelos, a parte associada de Neunkirchen também mudou de mãos. Os respectivos senhores do Minneburg tinham a maior parte na vila, provavelmente especialmente o centro da vila com a igreja, a prefeitura mencionada pela primeira vez em 1538 e a reitoria ocupada em 1566.
Com a Deputação Imperial de 1803 e a dissolução do Palatinado Eleitoral, Neckarkatzenbach e Neunkirchen foram adicionados ao Grão-Ducado de Baden.
Desde o século 19, o nome Neckarkatzenbach tem sido usado para distingui-lo do Waldkatzenbach de mesmo nome na época, que não estava muito longe.

Em 1939 havia 907 habitantes em Neunkirchen e 169 em Neckarkatzenbach, no final de 1945 havia 1079 em Neunkirchen e 192 em Neckarkatzenbach. Em 1 de abril de 1972, o município anteriormente independente de Neckarkatzenbach tornou-se parte do município de Neunkirchen no curso da reforma territorial em Baden-Württemberg.